# Марк I (тенк)
Марк I је био тип британског тенка и први тенк који је коришћен у борби. Употреба тенкова у Првом светском рату развила се из потребе да се лакше и са мање жртава пробијају непријатељски ровови на Западном фронту. Марк I је први пут употребљен током битке на Соми 1916. године. Укључујући и бројне варијанте овај тенк је био најуспешнији тешки тенк у Првом светском рату. Користила га је британска, француска и америчка војска у Првом светском рату и совјетска војска у Руском грађанском рату.
Марк I су конструисали Вилијам Тритон и мајор Валтер Гордон Вилсон. Маса тенка износила је око 28 тона а опслуживало га је 8 чланова посаде.

## Корисници
- Уједињено Краљевство
- Канада
- Совјетски Савез